# Zagyva, Galga és Tápió hordalékkúp
A Zagyva, Galga és Tápió hordalékkúp az Észak-alföldi hordalékkúp-síkság legnyugatabbra fekvő kistájcsoportja, amely Heves, Pest és Szolnok megye területére terjed ki.

## Leírása
A Zagyva, Galga és Tápió hordalékkúpot a Gödöllői-dombságtól, valamint a Mátra-aljától Tápióbicske-Tápióság-Tura-Hatvan-Hort vonalában jól észrevehető tereplépcső választja el. Határa délen Tápióbicske és Tápiószőlős között húzódik. Keleten a Gyöngyös-Tarna hordalékkúp-síkság, alatta pedig a Jászsági-sík  szomszédos vele, Csány-Jászárokszállás-Pusztamonostor-Szentlőrinckáta-Tápiószele között. Magassága északról dél, délkelet felé 130 méter körüli magasságról 100 m-re csökken.
A területfő folyója az itt még elég nagy esésű Zagyva, amelybe beletorkollik a Galga, a Felső- és az Alsó-Tápió, végül ezek egyesülésébe a Hajta-patak is. A patakokon kisebb halastavakat, víztárolókat is építettek, emellett sokfelé öntöző és belvízlevezető csatornák is találhatók itt. Ugyanakkor a nagyobb természetes vizeket, mocsarakat, és az állandó vizű laposok legnagyobb részét lecsapolták.
A felszín nyugati, délnyugati vidékén a Tápió szállította folyóvízi homok az uralkodó, és amelynek jelentős része buckákba rendeződött. A Zagyva és a Galga hordalékkúpjain folyóvízi iszap található, amelyre sokfelé löszös takaró települt.
A terület jellemzői az enyhén hullámos, hosszan elnyúló hátak, közöttük holtmeder-sorokkal és szélbarázdákkal, valamint buckákkal.

## Élőviláguk
A kistájcsoport délnyugati fele már a Duna-Tisza közi flórajárásba (Praematricum) sorolható. Megtalálhatók itt a homokpusztagyepek (Festucetum  vaginatae danubiale), homokpusztarétek (Astragalo Festucetum rupicolae danubiale), az erdei fenyővel, valamint nemesnyárral beültetett  homokdombok is. A homoki árvalányhaj (Stipa sabulosa) és a kereklevelű harangvirág (Campanula rotundifolia/)felbukkanása, egykori nyílt, homoki, valamint pusztai tölgyeseket (Festuco-Quercetum roboris danubiale) jelezhet.